# جاشوا آبراهام نورتون
جاشوا آبراهام نورتون (به انگلیسی: Joshua Abraham Norton) ملقب به امپراتور نورتون (به انگلیسی: Emperor Norton) شهروند اهل سانفرانسیسکو در کالیفرنیا بود که در ۱۸۵۹ ادعا کرد که «امپراتور این ایالات متحده» و «محافظ مکزیک» است و خود را اعلیحضرت امپراتور نورتون یکم نامید. وی جهت پرداخت دیون خود اقدام به انتشار اسکناس‌های شخصی با تصویری از خود نمود. اگرچه او از قدرت سیاسی برخوردار نبود، اما از آن‌چنان شهرتی در بین مردم کالیفرنیا برخوردار بود که این اسکناس‌ها در بین مردم محلی معتبر شناخته می‌شدند.

## زندگی‌نامه

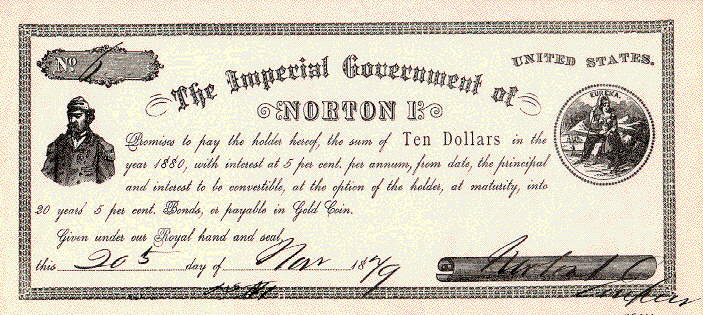
تصویر اسکناس ده دلاری صادر شده توسط دولت امپراتوری نورتون

نورتون در ۱۸۱۹، انگلستان زاده شد و بیشتر سال‌های ابتدایی عمر خود را در آفریقای جنوبی گذراند. او پس از دریافت ۴۰٫۰۰۰ دلار از ارث پدری‌اش به سانفرانسیسکو مهاجرت کرد. نورتون در ابتدا مدتی از طریق تجارت به امرار معاش پرداخت، اما دارایی‌هایش را در سرمایه‌گذاری در صنعت برنج کشور پرو از دست داد. وی پس از این‌که در دادگاه موفق به بی‌اعتبار نشان دادن قرارداد برنج نشد، سانفرانسیسکو را ترک کرد. پس از چند سال در حالی که ظاهراً از تعادل روانی مناسبی برخوردار نبود به سانفرانسیسکو بازگشت و در سال ۱۸۵۹ خود را امپراتور نامید.
در دوران «حکومت» خودخواندهٔ ۲۱ ساله‌اش امپراتور نورتون یکم تعداد زیادی فرمان و حکم صادر کرد. در دوازدهم اکتبر ۱۸۵۹ نورتون در فرمانی اعلام کرد که کنگرهٔ ایالات متحدهٔ آمریکا را تعطیل کرده‌است و به ارتش دستور داد که نمایندگان را دستگیر کند. ارتش و کنگره بدون پاسخی رسمی فرمان نورتون را نادیده گرفتند.
او در سال ۱۸۶۷ دستگیر شد و در آسایشگاه روانی بستری شد ، ام مردم به خیابان ها امدند و به تظاهرات عمومی در حمایت از حاکمیت او پرداختند. درنتیجه او به سرعت از آسایشگاه آزاد شد
برخی از فرمان‌های نورتون را آینده‌نگرانه دانسته‌اند. برای مثال نورتون در فرمانی دستور می‌دهد که جامعه‌ای از ملل تشکیل داده شود و در آن اختلاف‌ها به شکلی صلح‌آمیز حل شوند.
در سرشماری سال ۱۸۷۰ ایالات متحدهٔ آمریکا شغل نورتون ۵۰ ساله «امپراتور» ثبت شده و ذکر شده‌است که او دیوانه است.
او در سال ۱۸۸۰ به طرز غیرمنتظره‌ای درگذشت. در تشییع جنازه وی حدود ۳۰٫۰۰۰ نفر برای ادای احترام به نورتون به خیابان‌های سانفرانسیسکو آمدند. میراث نورتون از طریق شخصیت‌هایی که نویسندگانی چون مارک تواین، رابرت لویی استیونسن، کریستوفر مور و نیل گیمن بر مبنای شخصیت وی خلق کرده‌اند، در ادبیات جاودانه باقی‌ماند.